# Guy Mountfort
Guy Mountfort (Londen, 4 december 1905 – 24 april 2003) was een Brits amateur-ornitholoog en natuurbeschermer. Beroepshalve was hij actief in de reclamewereld. Hij schreef het standaardwerk A Field Guide to the Birds of Britain and Europe. Hij was medestichter van het WWF.

## Levensloop
Mountfort kreeg voor het eerst bekendheid door zijn Field Guide to the Birds in 1954 gepubliceerd, met illustraties door Roger Tory Peterson en kaarten door Philip Hollom. Het was de eerste handige, accurate en geïllustreerde gids waarin alle vogels beschreven werden die men in Groot-Brittannië kan aantreffen.
In 1961 stichtte hij het World Wildlife Fund (later het World Wide Fund for Nature). Hij deed dit samen met Victor Stolan, Sir Julian Huxley, Sir Peter Scott en Edward Max Nicholson. Tot in 1976 was hij er de penningmeester van en nadien de vicevoorzitter.
In 1956 leidde hij een expeditie naar de Coto Doñana (Spanje) en schreef hierover Portrait of a Wilderness, geïllustreerd door Eric Hosking. In 1963 leidde hij een groep natuurliefhebbers op een ornithologische expeditie in Azraq (Jordanië). De aanbevelingen die deze expeditie maakte, leidden tot de creatie van Azraq Wetland Reserve en van andere beschermde gebieden.
In 1972 voerde hij een campagne aan voor de redding van de met verdwijning bedreigde Bengaalse tijger. Hij kon eerste minister Indira Gandhi ervan overtuigen tijgerreservaten te creëren in India. Hij slaagde er ook in gelijkaardige reservaten tot stand te brengen in Nepal en Bangladesh.

## Publicaties
- A field guide to the birds of Britain and Europe, Londen, Collins, 1954.
  - 1965 edition: revised and enlarged in collaboration with James Ferguson-Lees and D. Ian M. Wallace.
  - 1971 eerste druk mei IDBN: ISBN 0-00-212020-8.
  - 2004 ISBN 978-0-00-719234-2.
  - met een voorwoord door Sir Peter Scott.
  - Opgedragen aan zijn kleinkinderen: "For Anna, Paul, Oliver and Stephen, who one day will know why Grandpa thought the protection of wildlife so important for their future."
- The Hawfinch, Londen, William Collins, 1957.
- Portrait of a Wilderness: The story of the Coto Doñana Expeditions, Londen, Hutchinson, 1958.
  - 2de editie, 1968, ISBN 0-7153-4284-3.
- Portrait of a River: the wildlife of the Danube from the Black Sea to Budapest, Londen, Hutchinson, 1962.
- Portrait of a Desert: the story of an expedition to Jordan, Londen,  Collins, 1965.
- The Vanishing Jungle: the story of the World Wildlife Fund Expeditions to Pakistan, Londen, Collins, 1969.
- Tigers, Newton Abbott, David & Charles, 1973, ISBN 0-7153-6283-6.
- So Small a World Londen, Hutchinson, 1974, ISBN 0-09-120590-5.
- Back from the Brink - Successes in wildlife conservation, Londen, Hutchinson, 1987, ISBN 0-09-132710-5.
- Saving the Tiger, Londen, Michael Joseph, 1981, ISBN 0-7181-1991-6.
- Wild India - The Wildlife and Landscapes of India, New Holland Publishers - 2007 - derde editie, ISBN 978-1-84537-923-0.
- Memories of three lives, memoires, 1991.